# José Jaikel
José Jaikel (3 aprile 1966) è un ex calciatore costaricano, di ruolo difensore.